# فيروز أباد (فولاد لوي الجنوبي)
فیروز أباد (بالفارسية: فیروزآباد) هي منطقة سكنية تقع في إيران في قسم فولاد لوي الجنوبی الريفي. يقدر عدد سكانها بـ 80 نسمة .